# Ciurgău (okręg Kluż)
Ciurgău – wieś w Rumunii, w okręgu Kluż, w gminie Ceanu Mare. W 2011 roku liczyła 66 mieszkańców.